# گوش‌بنفش قهوه‌ای
گوش‌بنفش قهوه‌ای (نام علمی: Colibri delphinae) یک مگس‌مرغ بزرگ است که در ارتفاعات میانی در کوه‌های آمریکای مرکزی و غرب و شمال آمریکای جنوبی (عمدتا رشته کوه‌های آند و تپوری) با جمعیت‌های جداشده در ترینیداد و در ایالت باهیای برزیل زادآوری می‌کند.
زیستگاه زادآوری جنگلی در ارتفاعات بین ۴۰۰ تا ۱۶۰۰ متر است، اما گوش‌بنفش قهوه‌ای هنگامی که آشیانه‌سازی نمی‌کند به‌طور گسترده در مناطق پست پخش می‌شود. در ارتفاعات بالاتر با گوش‌بنفش کوچک (C. cyanotus) جایگزین می‌شود، اما دامنهٔ آنها به‌طور گسترده‌ای همپوشانی دارد.
گوش‌بنفش قهوه‌ای معمولاً در بالای تاج جنگل‌های بارانی، درختان بلند با رشد دوم و مزارع قهوه یافت می‌شود، اما در سطوح پایین‌تر در لبه‌ها جنگل و نواحی پاکسازی‌شده تغذیه می‌کند. آشیانه یک فنجان کوچک از گیاه است که روی شاخه‌ای ۱ تا ۳ متری زین شده‌است. در بالای بوته‌ای که دو تخم سفید در آن گذاشته می‌شود.

## نگارخانه

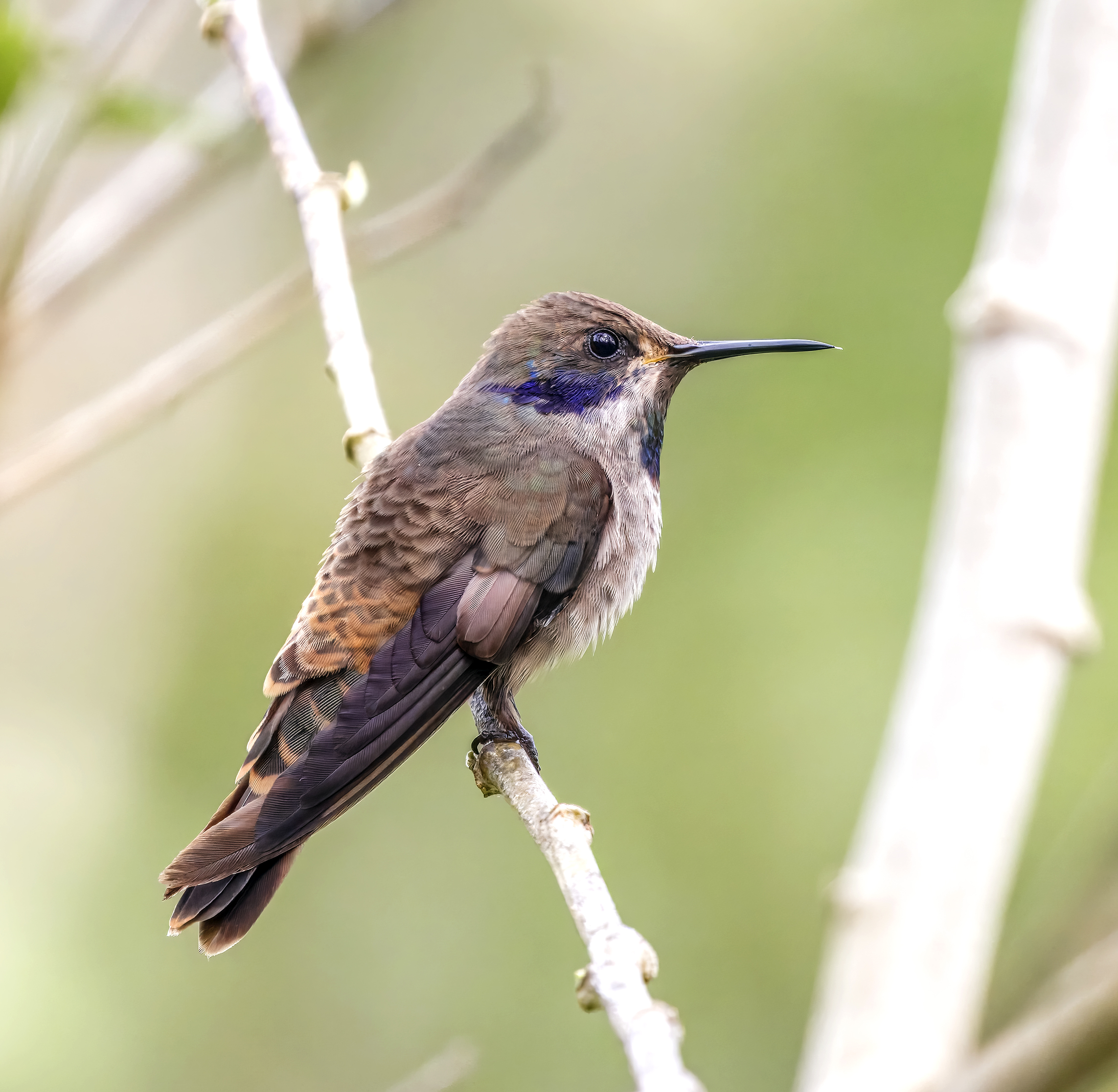
گوشِ بنفش را نشان می‌دهد
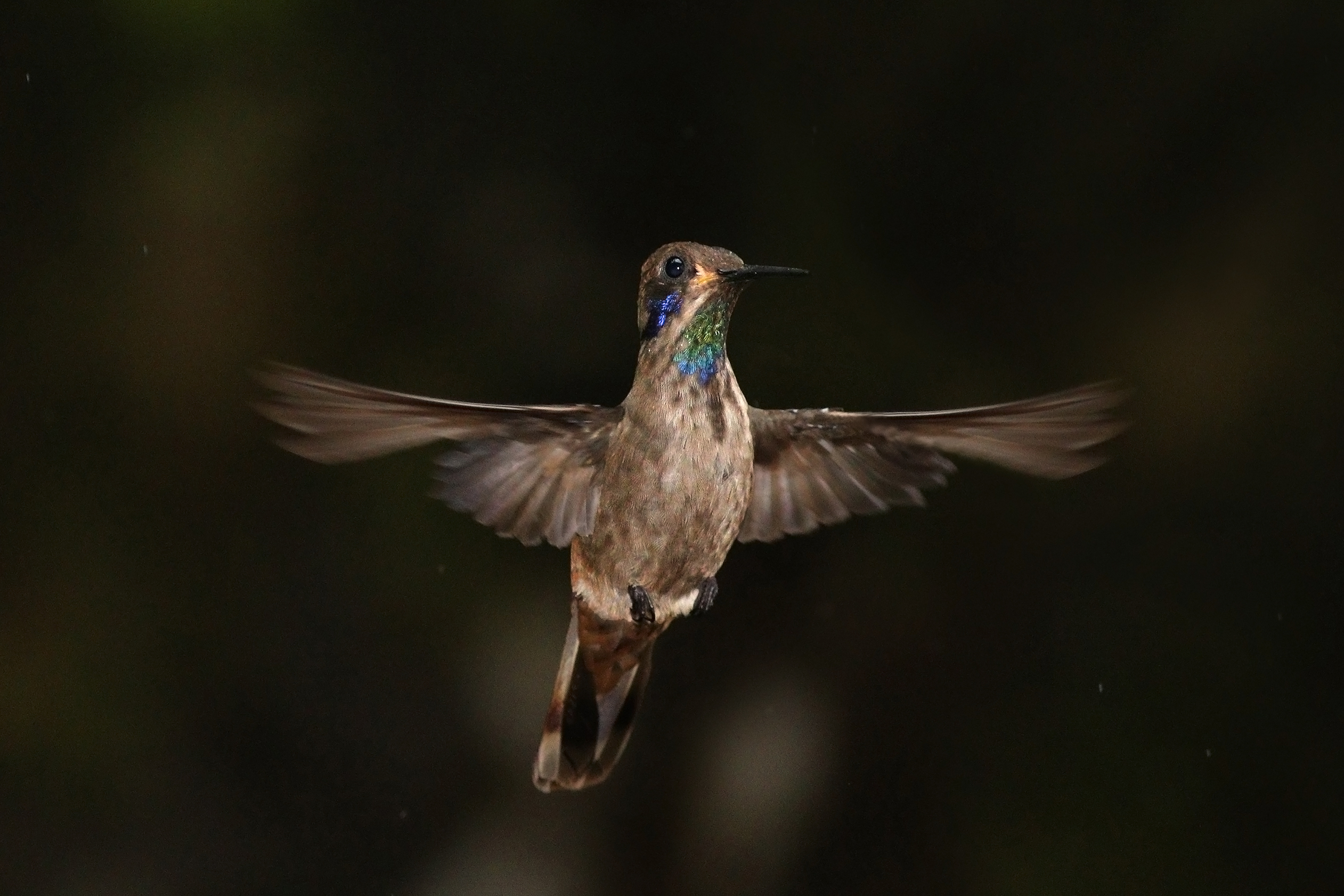
نشان دادن گلوبند سبز
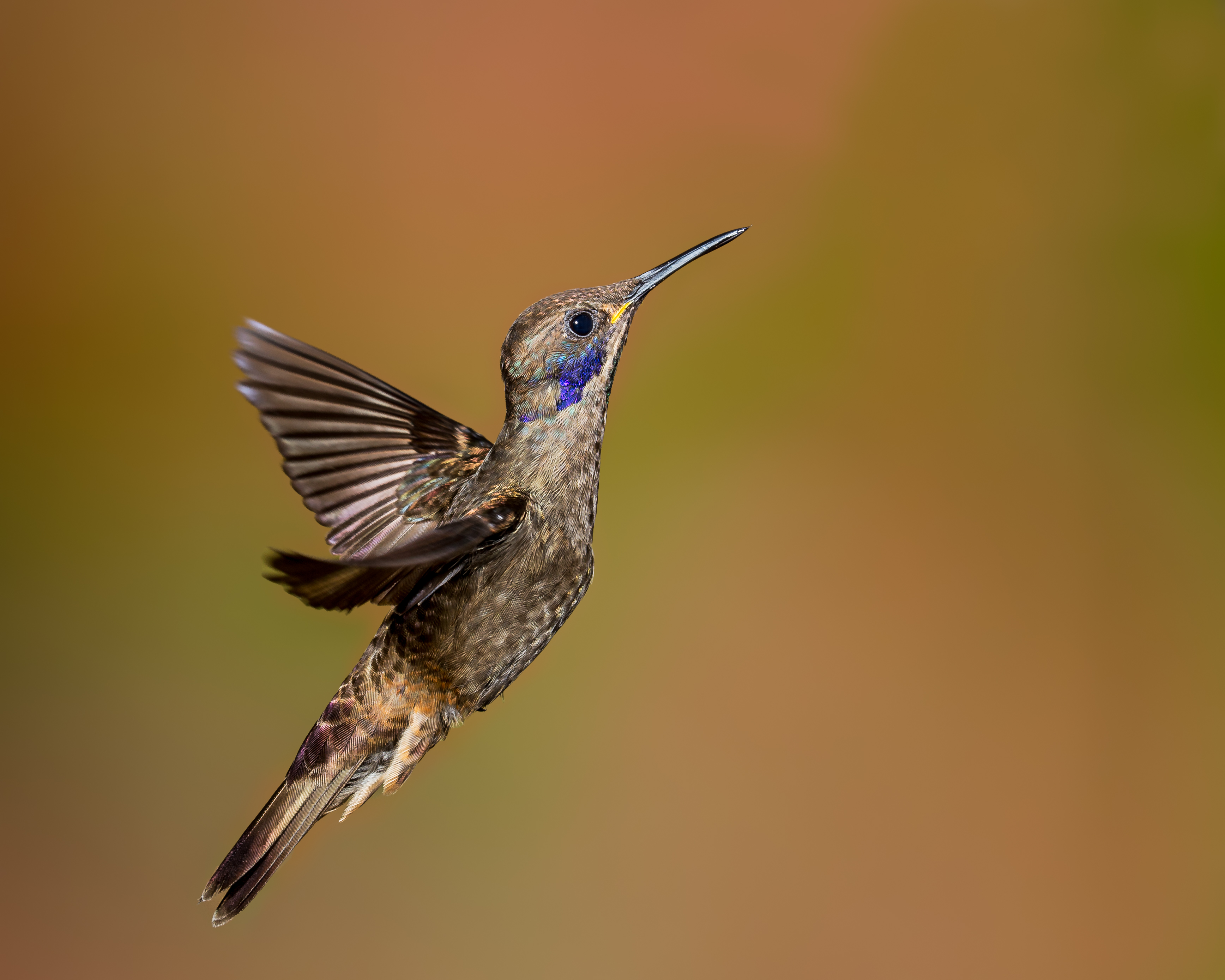
گوشِ بنفش را نشان می‌دهد